# Inte med oss
Inte med oss (originalets titel: Nicht mit uns) är en biografi om den judiska familjen Frankenstein, författad av Klaus Hillenbrand. Bokens handling kretsar kring makarna Walter och Leonie Frankenstein som valde att gå under jorden när de 1943 hotades av deportation till koncentrationsläger. Efter kriget flyttade de till Israel och senare till Sverige. Nicht mit uns gavs ut av Jüdischer Verlag 2008. Boken har översatts från tyska till svenska av Urban Lindström och kom ut på Atlantis förlag 2010.